# 森山信吾
森山 信吾（もりやま しんご、1926年11月2日 - 1987年12月9日）は、日本の通産官僚、経営者。資源エネルギー庁長官、第二電電初代社長を務めた。

## 経歴
鹿児島県出身。曽於郡有明町（志布志市）生まれ。1945年第七高等学校造士館文科卒業。1948年に京都大学法学部を卒業し、同年に通商産業省に入省。
中小企業庁、福岡通産局石炭部炭政課長、重工業局、1962年ジェトロサンフランシスコセンター、1966年貿易局輸出課長、1967年経済企画庁開発計画課長、1969年ジェトロバンコクセンター所長、1972年通商局政策課長、1973年通商政策局経済協力部長、1974年機械情報産業局次長、1975年資源エネルギー庁次長、1976年貿易局長、1977年機械情報産業局長、1979年資源エネルギー庁長官を経て1983年6月に退官し、京セラ副社長に就任。1985年4月に第二電電初代社長に就任。
1987年12月9日、脳内出血のために死去。64歳没。